# Bernd Schlömer
Bernd Schlömer (født 20. februar 1971 i Meppen) er en tysk politiker for Piratpartiet Han blev i april 2012 leder af partiet.
Schlömer afsluttede den videregående skole (abitur) på Gymnasium Marianum og aftjente derefter værnepligt. Han er socialøkonom (tysk: Diplom-Sozialwirt) fra universitetet i Osnabrück.
Bernd Schlömer blev i 2010 ansat i Tysklands forsvarsdepartement hvor han arbejder med Bundeswehrs universiteter.